# Правило на Ленц
Правилото на Ленц гласи, че индуцираното ЕДН винаги има такава посока, че породеният от него ток да се противопоставя на причината, която го поражда. Правилото носи името на физика Хайнрих Ленц, който го формулира през 1834 г.
Съгласно закона за електромагнитна индукция на Фарадей, при изменение на магнитния поток {\displaystyle \Phi }, преминаващ през даден токов контур, в него се възбужда електрически ток. Големината на електродвижещата сила, отговорна за този ток, се определя от уравнението:
{\displaystyle {\mathcal {E}}=-{\frac {d\Phi }{dt}},}
където знакът минус, означава, че електродвижещата сила {\displaystyle {\mathcal {E}}} действа така, че индуцираният ток възпрепятства изменението на потока. Този факт е отразен и в правилото на Ленц. Това е качествен закон, който уточнява посоката на индуцирания ток, но не засяга неговата големина. Правилото на Ленц обяснява посоката на много ефекти в електромагнетизма, като например посоката на напрежението, индуцирано в индуктор от променящ се ток, или защо вихровите токове упражняват сила на дърпане върху движещите се обекти в магнитно поле.
Правилото на Ленц може да се разглежда като аналогично на Третия закон на Нютон от класическата механика.

## Противоположни токове
Ако промяна в магнитното поле на тока i1 индуцира друг електрически ток, i2, посоката на i2 ще бъде противоположна на тази на i1. Ако тези токове са в два коаксиални кръгли проводника, ℓ1 и ℓ2 съответно, и двата са първоначално нулеви, тогава токовете i1 и i2 трябва да се въртят в противоположни посоки. В резултат на това, противоположните токове ще се отблъскват.
Правилото на Ленц гласи, че индуцираният ток във верига, поради промяна или движение на магнитно поле, е така ориентиран, че да се противопоставя на промяната в потока и да упражнява механична сила срещу движението.

### Пример
Токовете, свързани вътре в атомите на силни магнити, могат да създадат противоположни въртящи се токове в медна или алуминиева тръба. Това се показва чрез изпускане на магнита през тръбата. Спускането на магнита във вътрешността на тръбата е видимо по-бавно, отколкото при изпускане извън тръбата.
Когато напрежение се генерира от промяна в магнитния поток съгласно закона на Фарадей, полярността на индуцираното напрежение е такава, че тя произвежда ток, чието магнитно поле се противопоставя на промяната, която я произвежда. Индуцираното магнитно поле във всяка верига от проводници винаги действа така, че да запази магнитния поток в контура постоянен. Ако потокът се увеличава, индуцираното поле действа срещу него. Ако той намалява, индуцираното поле действа в посока на приложеното поле, за да се противопостави на промяната.

## Запазване на инерцията
Инерцията трябва да се запазва в процеса, така че ако първият заряд се придвижи в една посока, тогава вторият заряд трябва да бъде изтласкан в противоположна посока от същата сила по същото време. Обаче, ситуацията става по-сложна, когато крайната скорост на разпространение на електромагнитната вълна се въведе. Това означава, че за кратък период общата инерция на двата заряда не се запазва, което ще рече, че разликата би трябвало да се отчете чрез инерция в полетата, както твърди и Ричард Файнман. Известният физик от 19 век Джеймс Кларк Максуел нарича това „електромагнитна инерция“. И все пак подобно третиране на полетата може да е необходимо, когато правилото на Ленц се прилага към противоположни заряди. Обикновено се счита, че въпросните заряди имат един и същ знак. Ако нямат (например протон и електрон), тогава взаимодействието е различно. Електрон, пораждащ магнитно поле, би генерирал електродвижеща сила, която кара протона да се ускори в същата посока като електрона. На пръв поглед това изглежда, че нарушава закона за запазване на инерцията, но такова взаимодействие на практика запазва инерцията, ако се вземе предвид инерцията на електромагнитните полета.